# 科布登 (明尼蘇達州)
科布登（英語：Cobden）是一個位於美國明尼蘇達州布朗縣的城市。

## 人口
根據2020年美國人口普查的數據，科布登的面積為2.57平方千米，當中陸地面積為2.57平方千米，而水域面積為0.00平方千米。當地共有人口36人，而人口密度為每平方千米14人。